# Privilegium minus
Privilegium minus (малка привилегия) e императорски документ от 17 септември 1156 г. на император Фридрих I Барбароса, с който Австрия, или Марк Остаричи (по-късно Marcha Austria) се преобразува в херцогство, независимо от Херцогство Бавария.
За днешната Република Австрия това е един от нейните исторически „документи за основаваето“ ѝ.
През 1358/1359 г. се създава от австрийския херцог Рудолф IV документа Privilegium maius, фалшифицирана версия на Privilegium minus от 1156 г., понеже Австрия e подминатата от Златна була на Карл IV от 1356 г.. След това унищожават оригинала на Privilegium minus. Едва през 1453 г. документът Privilegium maius е признат от Хабсбурга император Фридрих III.